# Enzo Ferrari (futbolista)
Enzo Ferrari (San Donà di Piave, 21 de octubre de 1942-11 de mayo de 2025) fue un futbolista, entrenador y dirigente deportivo de fútbol italiano que jugó en la posición de delantero.

## Inicios
Destacó en 1967-1968, en la Serie B, jugando un excelente campeonato[4] con la camiseta del Genoa. La temporada siguiente debutó en la Serie A con el Palermo. Su gol marcado desde 77 metros en el Olímpico contra la Roma, el 12 de enero de 1969, sigue siendo famoso:[5] [6] ayudado por el viento del norte, el suyo fue un lanzamiento destinado a Gaetano Troja. [6] Permaneció con el rosanonero durante cuatro temporadas, acumulando 27 apariciones en la Serie A en la temporada 1968-1969. En la última temporada en Palermo fue el máximo goleador del equipo con 12 goles, 4 de ellos como suplente; [7] En ese año vistió todas las camisetas excepto la del portero y la del líbero. [7]
En octubre de 1972 se trasladó al Monza,[8] lamentando más tarde haber dejado el equipo que descendería a finales de año. [8] Con el Monza no tuvo demasiada suerte al descender a la Serie C, categoría en la que luego jugó primero en el Livorno y luego, durante dos años, en el Udinese, luego también durante una temporada en el Union CS, también en este último caso terminó con un descenso. Enzo Ferrari terminó su carrera como futbolista en el Conegliano de la Serie D, en ese año se unió al entrenador Narciso Soldán desempeñando el doble papel de entrenador y jugador[9] y obteniendo el ascenso a la recién formada Serie C2.

## Carrera

### Jugador
| Periodo   | Club               | Apariciones | Goles |
| --------- | ------------------ | ----------- | ----- |
| 1960-1963 | AC San Donà 1922   | 49          | 6     |
| 1963-1964 | FC Forlì           | 32          | 4     |
| 1964-1967 | SS Arezzo          | 79          | 18    |
| 1967-1968 | Genoa CFC          | 36          | 14    |
| 1968-1972 | Palermo FC         | 126         | 22    |
| 1972-1973 | AC Monza           | 25          | 4     |
| 1973-1974 | US Livorno         | 27          | 2     |
| 1974-1976 | Udinese Calcio     | 58          | 9     |
| 1976-1977 | Clodia Sottomarina | 31          | 4     |
| 1977-1978 | Conegliano 1907    | 31          | 9     |

### Entrenador
| Periodo   | Club              |
| --------- | ----------------- |
| 1977-1979 | Conegliano 1907   |
| 1979-1980 | Udinese Primavera |
| 1981-1984 | Udinese Calcio    |
| 1984-1985 | Real Zaragoza     |
| 1985-1988 | US Triestina      |
| 1988      | US Avellino       |
| 1989      | Calcio Padova     |
| 1990-1991 | Palermo FC        |
| 1992-1994 | Reggina 1914      |
| 1994-1995 | AC Reggiana 1919  |
| 1995-1997 | US Alessandria    |
| 1997-1998 | SS Juve Stabia    |
| 1998-2000 | Ascoli Calcio     |
| 2001-2002 | SS Arezzo         |

### Dirigente Deportivo
En la temporada de 2010-2011 fue nombrado director ejecutivo del US Triestina, puesto en el que se mantuvo hasta agosto del 2011.

## Logros
- Serie C (1): 1965/66